# 弗倫達
35°04′N 1°03′E / 35.067°N 1.050°E

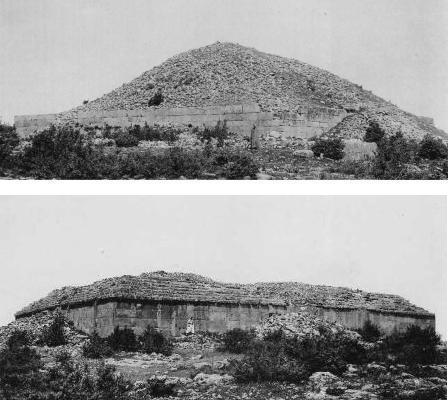

弗倫達（阿拉伯语：‎），是阿爾及利亞的城鎮，位於該國北部，由提亞雷特省負責管轄，是弗倫達區的首府，處於提亞雷特西南面50公里，距離瓦赫蘭222公里，2008年人口54,162。